# テンダー人
テンダー人 (Tanders) は、アメリカのSFテレビドラマ『スタートレック』シリーズに登場する異星人。

## 地理
- テンダー人の母星はテンダー・プライム。

## 身体
- 地球人によく似たヒューマノイドだが、眉間に小さな「V」字型の隆起がある。

## 歴史
- 年代不明、故郷を失い放浪していたスリバン人難民の一団を移民として受け入れる。
- 2143年、未来人に仕えるスリバンの工作組織「カバル」がテンダー・プライムを襲撃し、多数の犠牲者が出る。以降、「カバル」とは敵対関係にある。
- 同年頃、スリバン系テンダー市民の強制収容を開始。
- 2151年、地球連合宇宙艦隊のNX-01エンタープライズ号が拘留施設26を襲撃し、収容されていた89人のスリバン系市民を解放する。

## スリバン系テンダー市民の強制収容
かつてテンダー人はスリバン人の難民を移民として受け入れ、平和に共存していた。しかし2143年に「カバル」がテンダー・プライムを襲い戦争が勃発すると、テンダー人の間にスリバン系テンダー市民に対する不信と恐怖が蔓延し、暴動まで起きる事態になった。これを受けてテンダー政府は、領域内に居住する全スリバン系テンダー市民を各地の「拘留施設」と称する収容所に強制収容した。作中登場人物の言及やDVDに収録されているスタッフのインタビューにもある通り、第二次世界大戦中にルーズベルト政権下のアメリカで行われた、日系アメリカ市民の強制収容がモチーフとなっている。

## 代表的なテンダー人
グラット
テンダー軍大佐、拘留施設26の所長。2151年、偶然テンダーの領域を侵犯したシャトルに乗っていたジョナサン・アーチャーとトラヴィス・メイウェザーを捕らえたことから、地球人が「カバル」と接触したことがあると知り、彼らから「カバル」の情報を引き出そうと不当に拘束した。当初はスリバン系テンダー市民の強制収容は彼らを不安に駆られたテンダー人暴徒から守るためだと主張していたが、アーチャーとの基本的人権に関する議論で激高した際に「スリバンに権利など無い！」と本音を吐露した。
クレム
テンダー軍少佐、拘留施設26の看守。同施設に収容されている幼馴染のスリバン系テンダー市民に対しても、一切手加減をしない冷酷な男。